# Sulusaray, Nevşehir
Sulusaray là một thị trấn thuộc thành phố Nevşehir, tỉnh Nevşehir, Thổ Nhĩ Kỳ. Dân số thời điểm năm 2011 là 2.195 người.